# Albert-André Claveille
Albert-André Claveille, född 1 januari 1865, död 6 september 1921, var en fransk ingenjör och politiker. 
Claveille var först verksam som väg- och brobyggnadsingenjör och var direktör för franska statens järnvägar innan han 1915 blev direktör för ammunitionsministeriets artilleridepartement. Han var minister för offentliga arbeten i ministärerna Paul Painlevé (12 september-13 november 1917) och Georges Clemenceau (16 november 1917-18 januari 1920). Som minister genomförde han bland annat en betydelsefull lag om autonom förvaltning av Frankrikes hamnar. År 1919 blev han senator för Dordogne och 1920 president i den i enlighet med Versaillesfreden upprättade kommissionen för skeppsfarten på Rhen.